# 万科梅沙书院
万科梅沙书院（英語：Vanke Meisha Academy）是位于深圳市盐田区的一所国际化民办高级中学，创办于2015年6月，由万科教育发展基金会举办，委托深圳中学管理，是“深圳中学共同体”成员校。现任院长为窦连辉。

## 历史
2015年6月，万科教育发展基金会宣布，万科梅沙书院委托深圳中学管理，并使用万科大梅沙总部办学，原深圳中学国际部主任王赫博士出任首任执行校长；9月，万科梅沙书院首届160名学生入学。
2018年6月，万科梅沙书院首届毕业生毕业。
2022年8月，原河北省唐山市第一中学副校长窦连辉接任第二任校长。

## 轶事
- 万科梅沙书院位于深圳市盐田区万科中心（英语：Horizontal Skyscraper - Vanke Center），建筑名为“漂浮的地平线”，由美国建筑师斯蒂文·霍尔设计[9]。2010年，该建筑获得LEED铂金认证，为中国首个获得该认证的办公建筑项目[10]。